# Benton (Nowy Jork)
Benton – miasto w Stanach Zjednoczonych, w stanie Nowy Jork, w hrabstwie Yates.